# 1659
Năm 1659 (số La Mã: MDCLIX) là một năm thường bắt đầu vào thứ Tư trong lịch Gregory (hoặc một năm thường bắt đầu vào thứ Bảy của lịch Julius chậm hơn 10 ngày).

## Sự kiện

### Tháng 2
- Ngày 2: Mao Lộc Sơn huyết chiến tại Vân Nam.

### Tháng 6
- Trịnh Thành Công xưng chiêu thảo đại tướng quân thống lĩnh 10 vạn đại quân từ đảo Sùng Minh lần thứ ba bắc phạt.

### Tháng 7
- Trịnh Thành Công và Trương Hoàng Ngôn vây đánh thành Nam Kinh.

### Tháng 8
- Nam Bình tướng quân Đạt Tố phụng lệnh Thuận Trị đế đem quân đến miền nam đánh bại Trịnh Thành Công và Trương Hoàng Ngôn giải vây Nam Kinh.

### Tháng 9
- Trịnh Thành Công binh bại trở về Hạ Môn.